# Routenzug

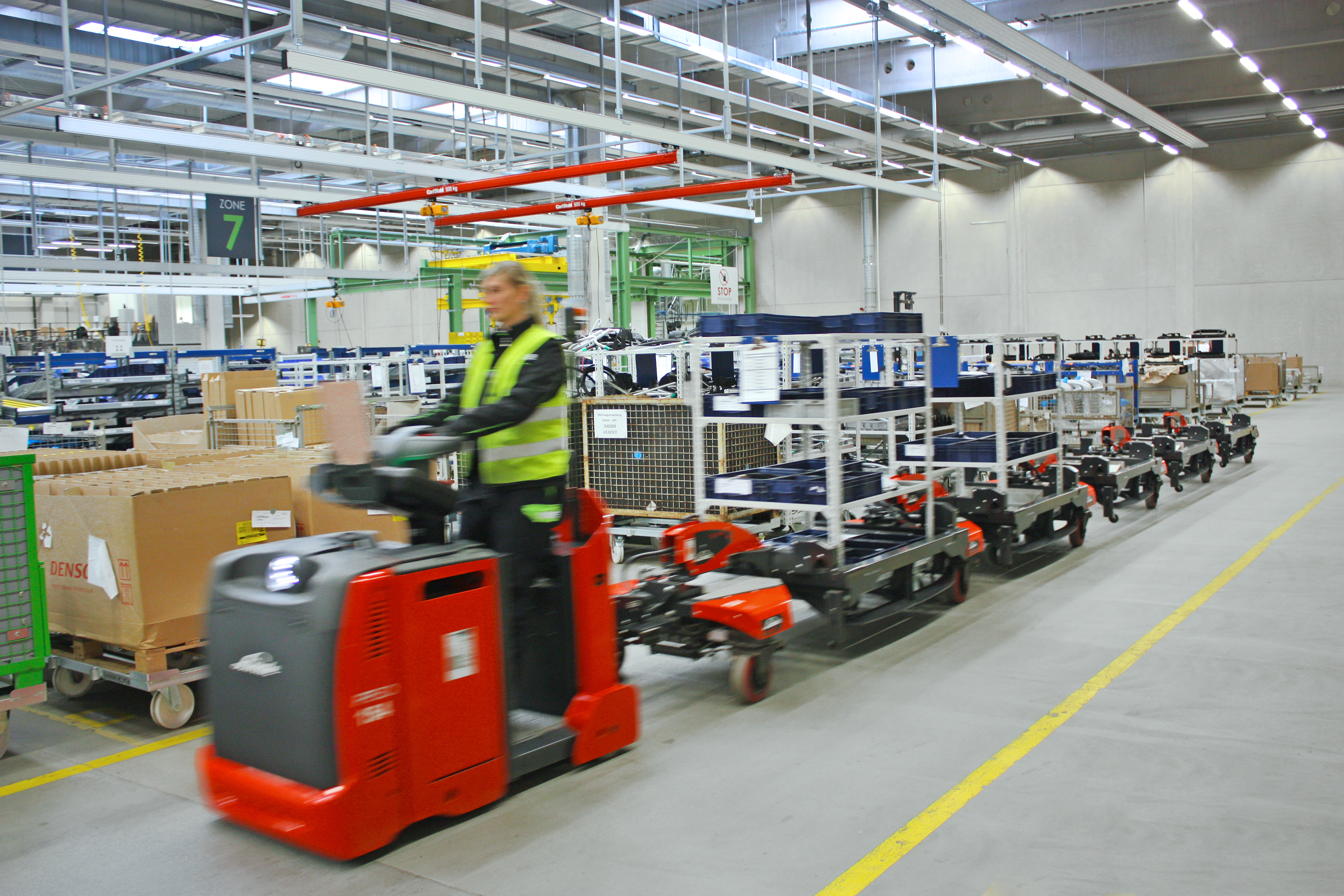
Routenzug im Indoor-Bereich ohne Wetterschutz

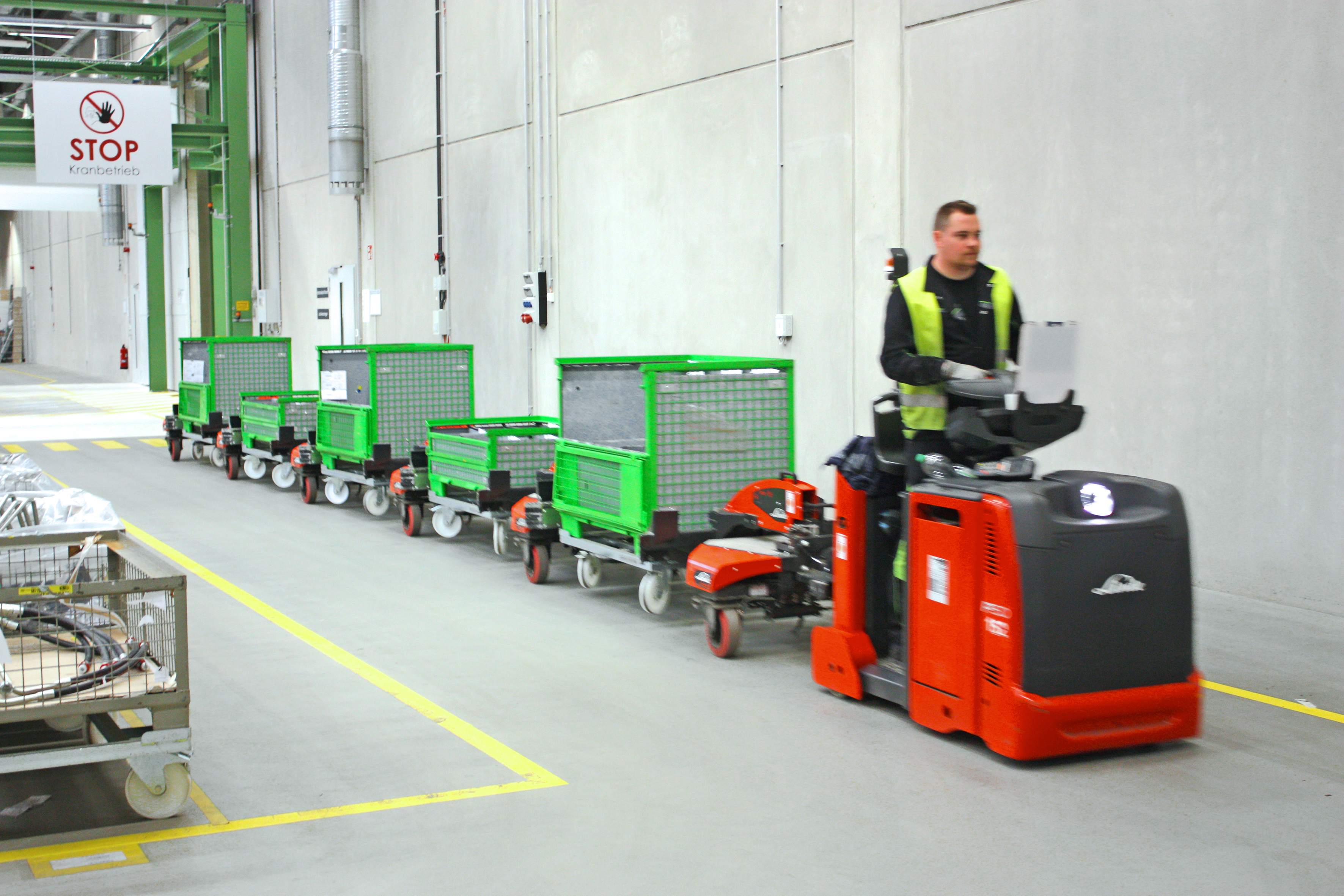
Routenzug mit 5 Warenträgern (Anhänger)

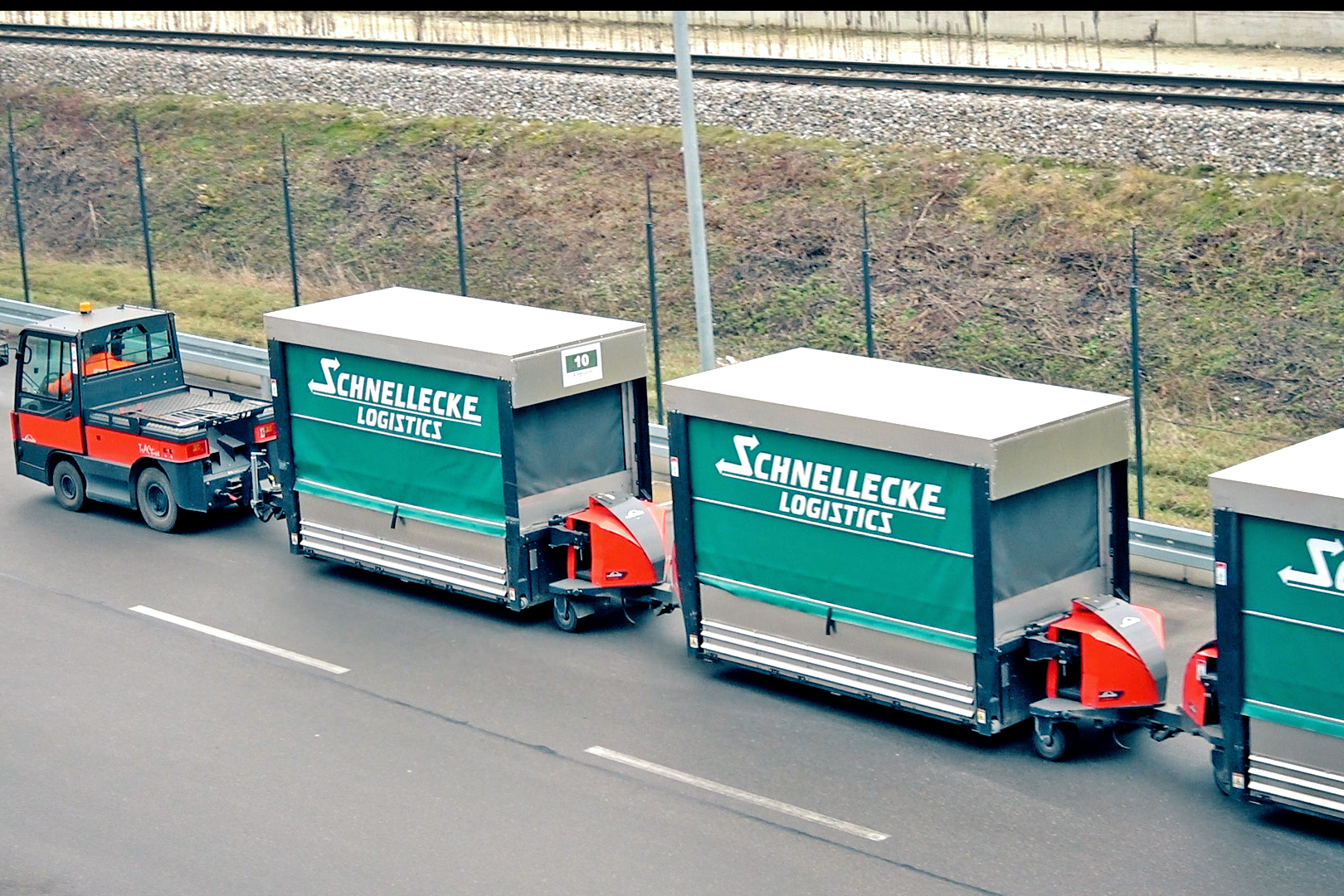
Routenzug mit speziellem Outdoor-Fahrwerk und Wetterschutz-System.

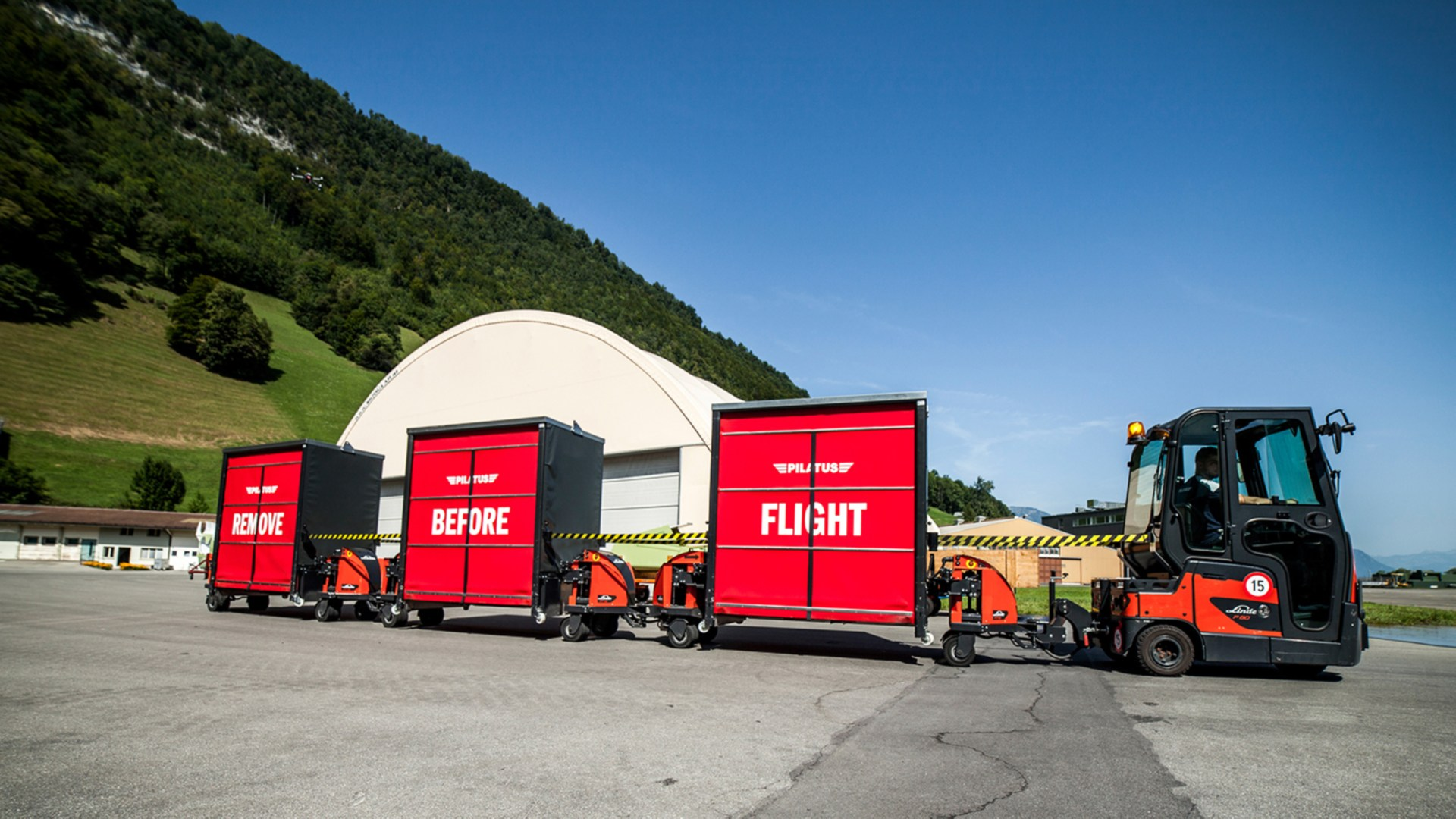
Routenzug im Outdoor-Einsatz mit 3 Warenträgern und Wetterschutz.

Routenzüge, oder auch Logistikzüge genannt, sind Transportmittel für den innerbetrieblichen horizontalen Materialtransport bei planbaren, standardisierten Intralogistik-Prozessen. Routenzüge sind Flurförderfahrzeuge, die vorrangig just in Time die Produktion/Montage mit Produktionsmitteln aus dem Lager, auch „Supermarkt“ genannt, versorgen. Hierbei können sie mehrere Ladungsträger pro Fahrt transportieren und erzielen im Vergleich zu anderen Flurförderfahrzeugen im horizontalen Materialtransport enorme Produktivitätssteigerungen bei gleichzeitiger Minimierung des innerbetrieblichen Verkehrsaufkommens. Deshalb gelten Routenzüge als die wirtschaftlichste und sicherste Lösung für innerbetriebliche horizontale Materialflüsse.

## Einsatzgebiete
Routenzüge können ganz unterschiedliche Aufgabenstellungen und Einsatzgebiete abdecken. Überall, wo Material horizontal über eine längere Wegstrecke von A (Quelle) nach B (Senke) befördert werden muss, sind Routenzüge eine wirtschaftliche und sichere Lösung. Vorrangig werden Routenzüge in der verarbeitenden Industrie eingesetzt, wo die Produktionsmittel aus dem Lager an die Produktions- und Montagestätten befördert werden müssen. Aber auch viele andere Einsatzgebiete können mit Routenzügen abgedeckt werden, so z. B. für die innerbetriebliche Müllentsorgung, in Freizeit-Parks, an Flughäfen, an Bahnhöfen, in der Pharmaindustrie, in Behörden oder auch in der Lebensmittelindustrie und Gastronomie.
Laut einer Studie der Technischen Universität München werden 91 % der Routenzugsysteme hauptsächlich für die Produktionsversorgung, also für den Transport von Produktionsware von mindestens einer Quelle zu mindestens zwei Senken im Produktionsbereich, eingesetzt. Der Transport zwischen Lagerstufen wird von 5 % der Studienteilnehmer als primärer Einsatzzweck des Routenzugs genannt. Für 4 % der Befragten war die primäre Transportaufgabe die Produktionsentsorgung. Die Entsorgung von Leergut ist meist als sekundäre Aufgabe in Routenzugsystemen, die zur Produktionsversorgung eingesetzt werden, integriert.

## Funktionsweise
Das Transportgut wird üblicherweise über Ladungsträger (z. B. Rollgestelle) von dem Routenzug an der Quelle (Lager, auch „Supermarkt“ genannt) aufgenommen. Der Ladungsträger mit dem Transportgut wird mit dem Routenzug zur Senke gefahren (Abladestelle, z. B. Produktionslinie). Gleichzeitig kann mit dem Routenzug wieder Leergut aufgenommen werden. Aufgrund von mehreren Warenträgern und somit mehreren Stellplätzen pro Routenzug kann auch mehr transportiert und können mehrere Senken innerhalb einer Tour/Fahrt angefahren werden. Im Vergleich zum Gabelstapler spart man sich mit dem Routenzug somit unnötige Wege zum Lager und mindert das innerbetriebliche Verkehrsaufkommen. Der Be-/Entladeprozess sowie das Fahren kann sowohl manuell per Fahrer/Bediener erfolgen als auch automatisiert, je nach Routenzug-Typ und Ausprägung.

## Aufbau
Ein Routenzug besteht aus einem Zugfahrzeug und mehreren Anhängern, auch Warenträger genannt. Das Transportgut wird über Ladungsträger auf die Warenträger geladen. In der Regel werden die Warenträger ausgehoben (z. B. über elektrisches Hubwerk), so dass die Ladungsträger während des Transports nicht „mitfahren bzw. -rollen“.

### Zugfahrzeug
Als Zugfahrzeuge werden Elektroschlepper eingesetzt, die entsprechend auf die Routenzug-Nutzung umgerüstet werden. Der Typ des Schleppers wird nach Anhängelast und Einsatzort (Indoor und/oder Outdoor) ausgewählt.

### Warenträger
Als Warenträger, also für die Aufnahme der Ladungsträger mit dem Transportgut, stehen unterschiedliche Systeme zur Verfügung. Die Systeme unterscheiden sich hinsichtlich der Beladerichtung und Beladeart. Als Beladerichtung stehen einseitig und beidseitig zu beladende Systeme zur Verfügung. Als Beladeart gibt es bodenebene und nicht bodenebene Systeme. Bodeneben bedeutet, dass man den Ladungsträger bodeneben einschieben kann, der Ladungsträger muss nicht über eine Rampe oder Ähnliches auf den Warenträger geschoben werden. Nicht bodeneben bedeutet, dass der Ladungsträger auf den Warenträger draufgeschoben/-gerollt werden muss (z. B. über eine kleine Rampe). Bei nicht bodenebenen Systemen wird ein Maximalgewicht des Ladungsträgers von 350 kg empfohlen.

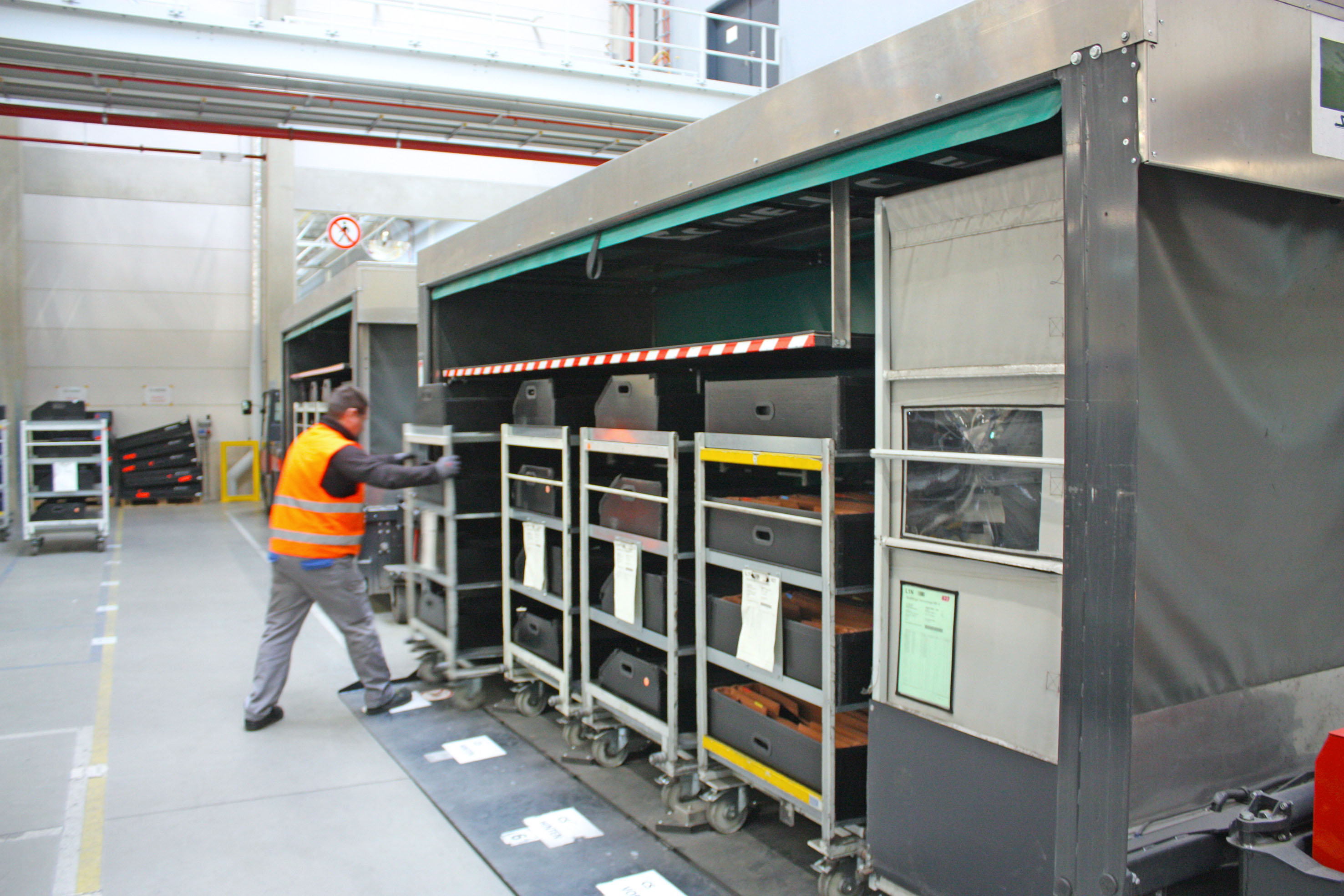
Plattform-/QS-Warenträger mit automatischer Ladungssicherung und Wetterschutz-System zur Aufnahme von bis zu 5 Ladungsträgern pro Warenträger.
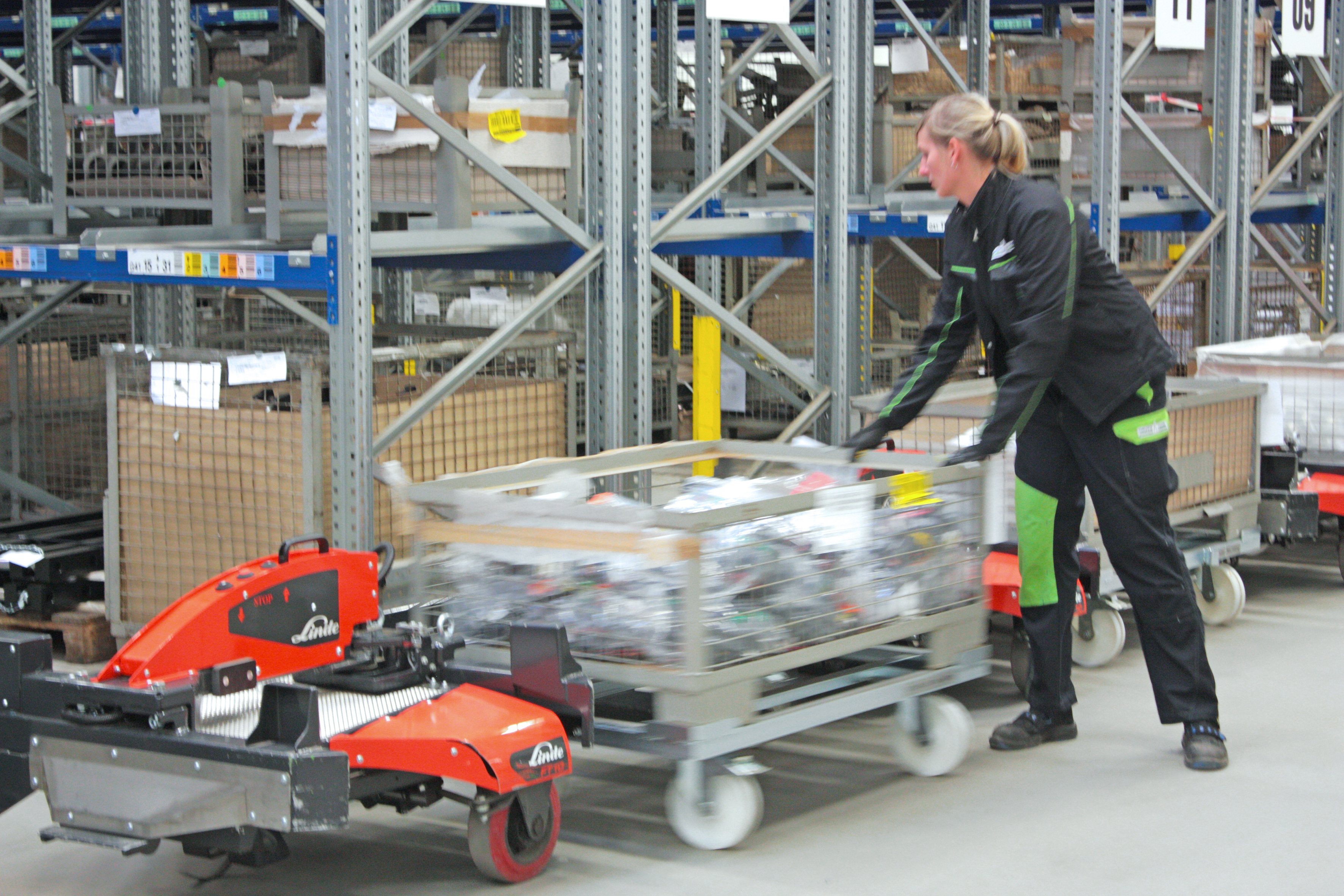
E-Rahmen mit einer Gabelzinke zur Aufnahme von einem oder zwei Ladungsträgern pro Warenträger. Bodenebenes Be- und Entladen.
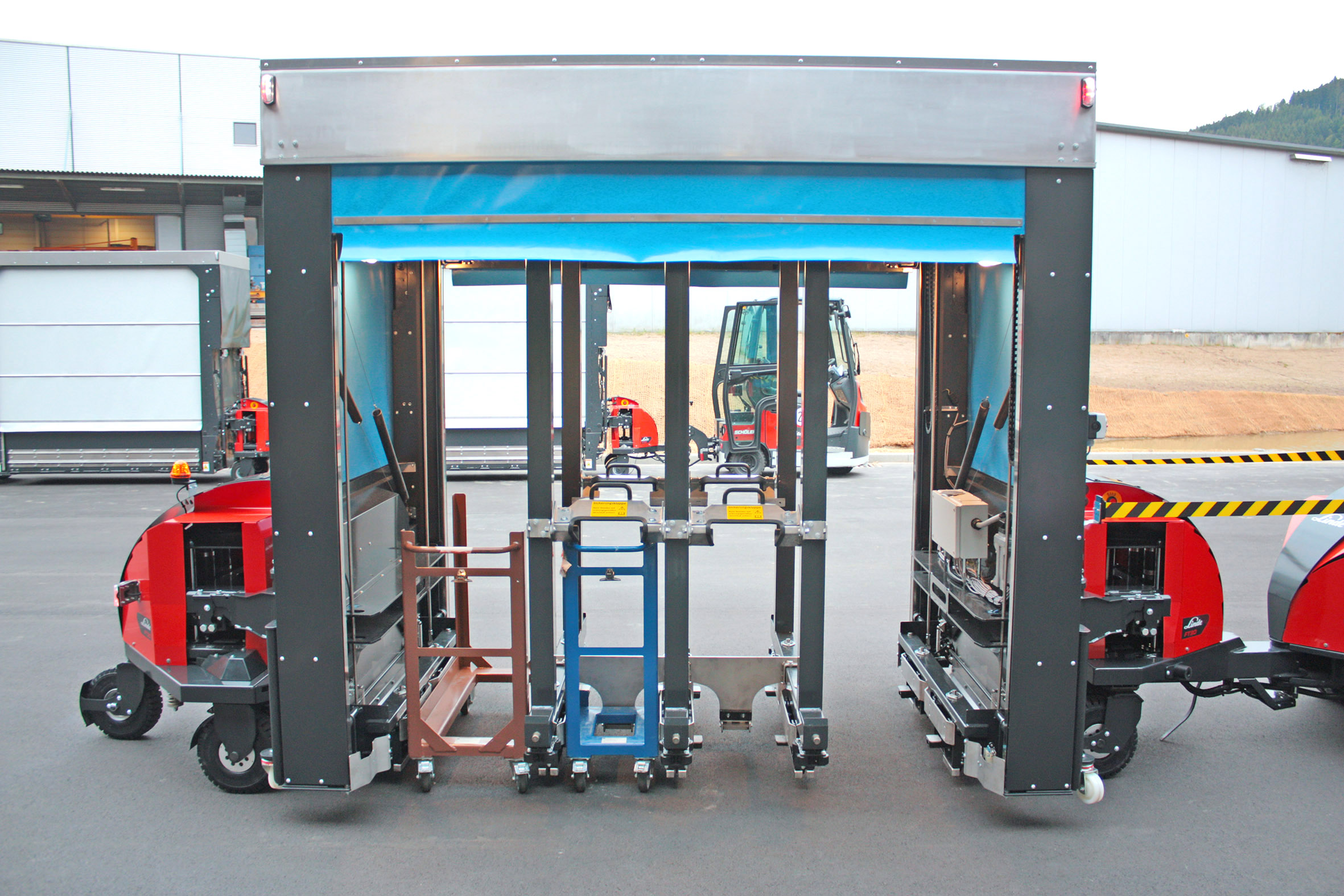
BF3-Bügelrahmen mit 3 fixen Vertikalstreben zur beidseitigen Aufnahme von bis zu 6 Ladungsträgern.

Beispiele an Warenträger-Systemen
- C-Rahmen (einseitig, bodeneben)
- E-Rahmen (einseitig, bodeneben) mit bis zu 6 verstellbaren oder fest verschweißten Gabeln
- Plattform-Rahmen (beidseitig, nicht bodeneben)
- QS(Quick Save)-Rahmen (beidseitig, nicht bodeneben)
- Bügel-Rahmen (beidseitig, bodeneben) mit bis zu 3 verstellbaren oder festen Vertikalstreben

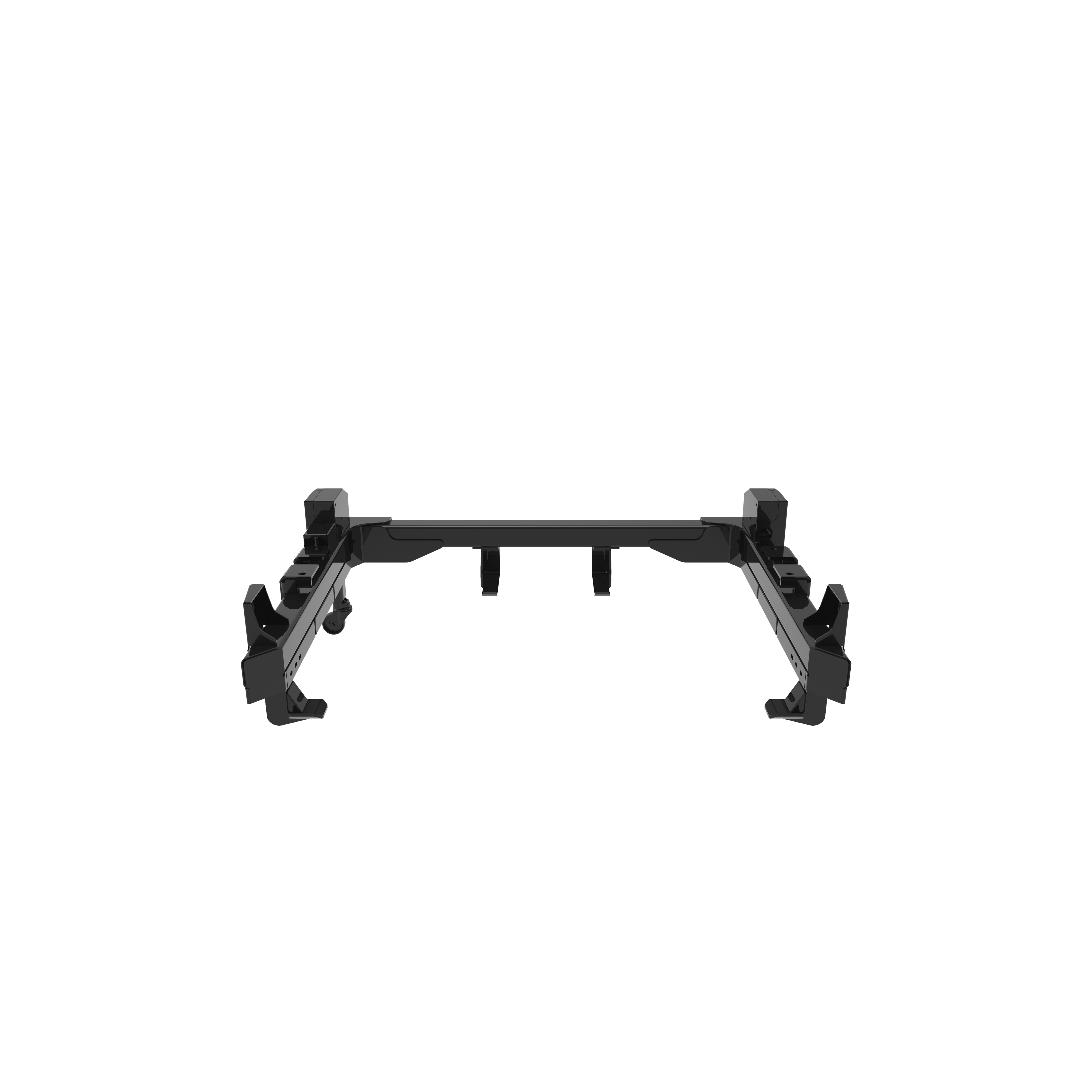
C-Rahmen
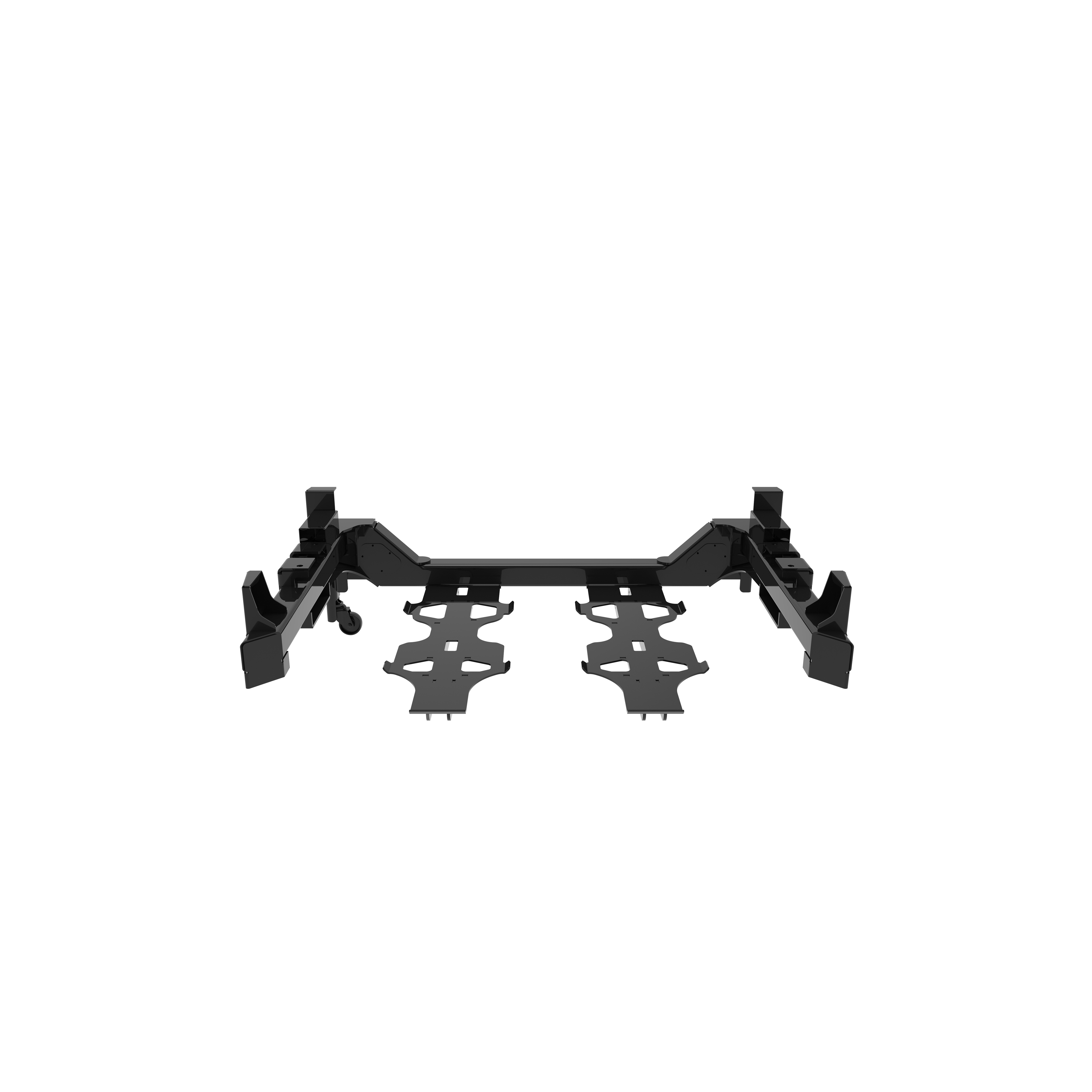
E-Rahmen mit 2 festen Gabeln
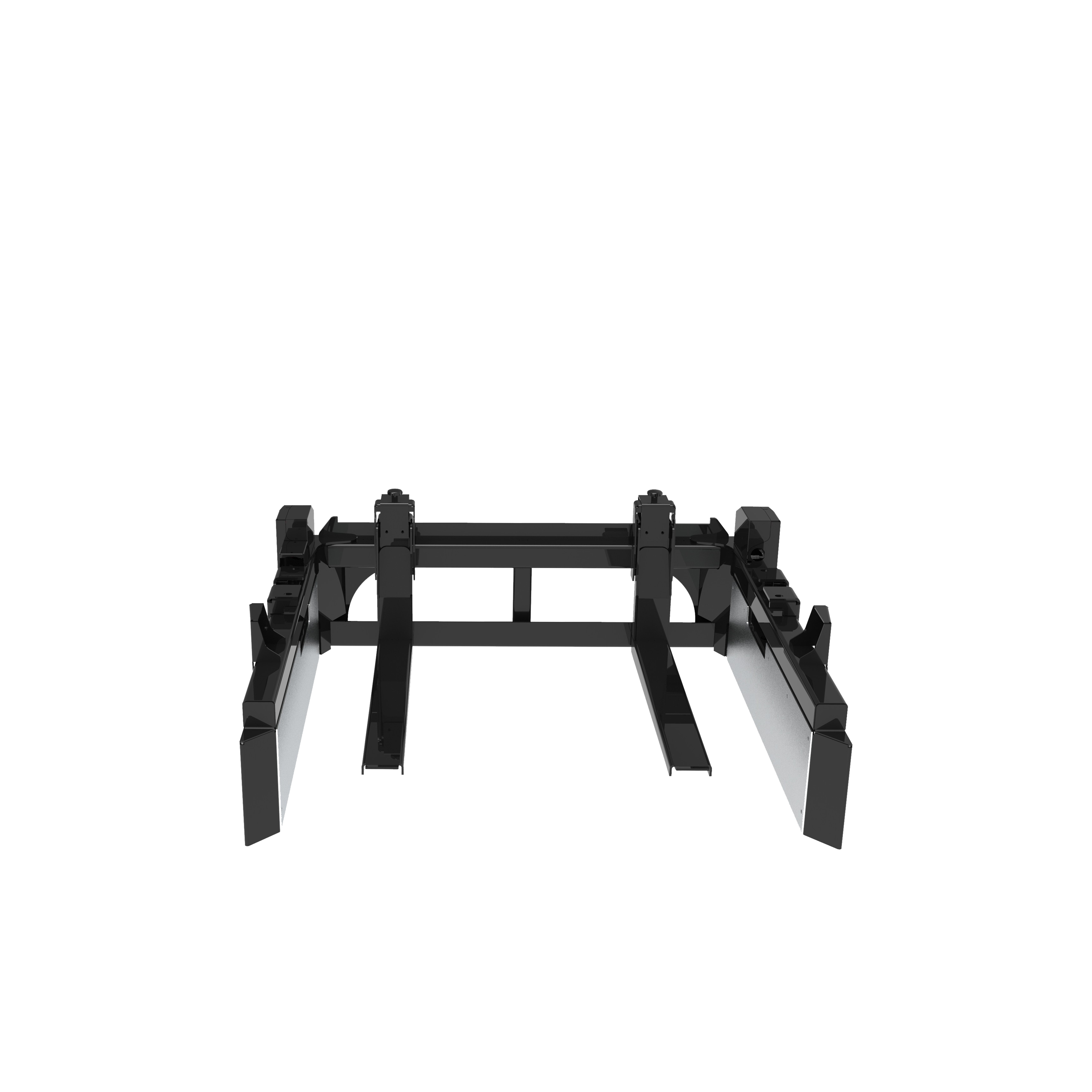
E-Rahmen mit 2 verstellbaren Gabeln
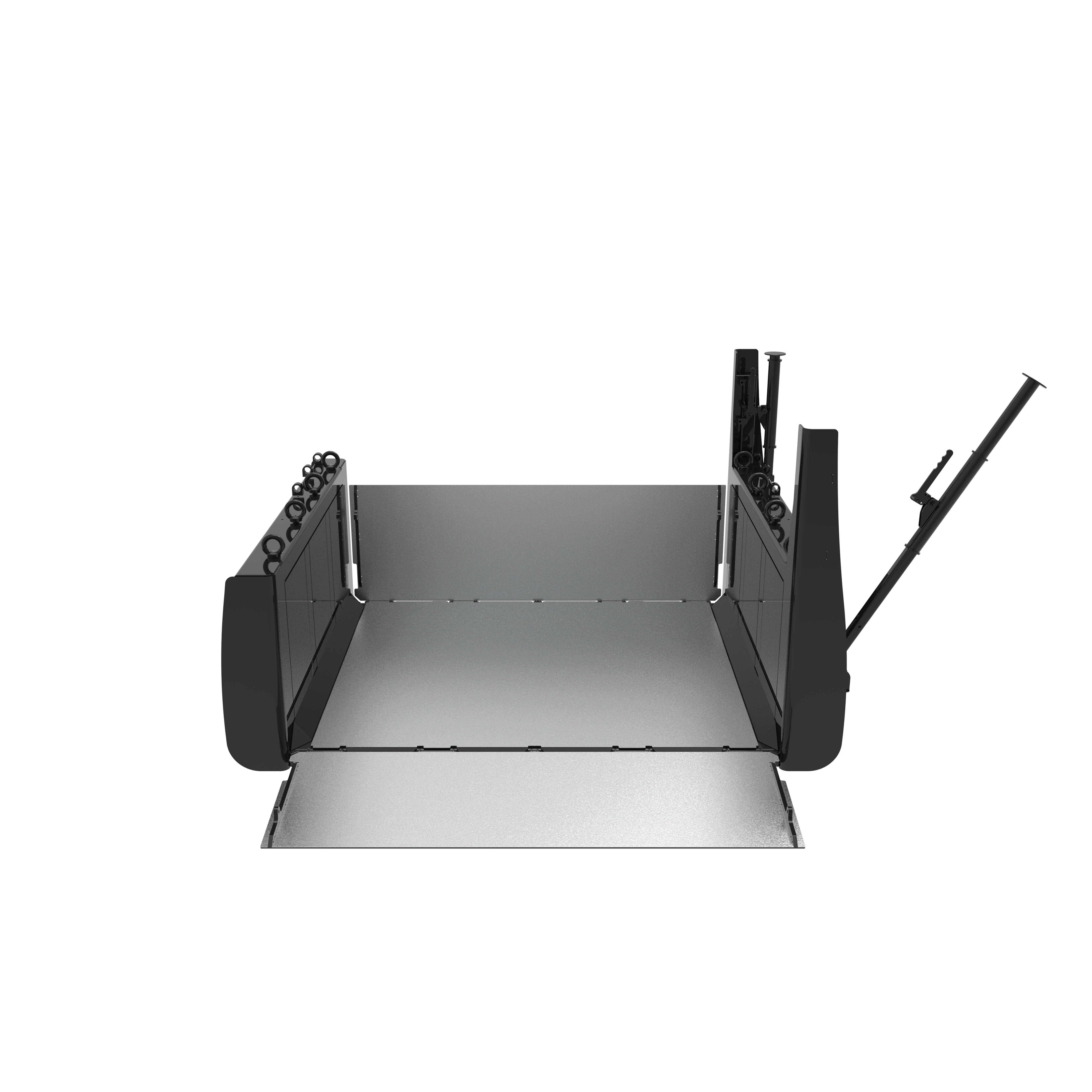
Plattform-Rahmen zu beidseitigen Be-/Entladung
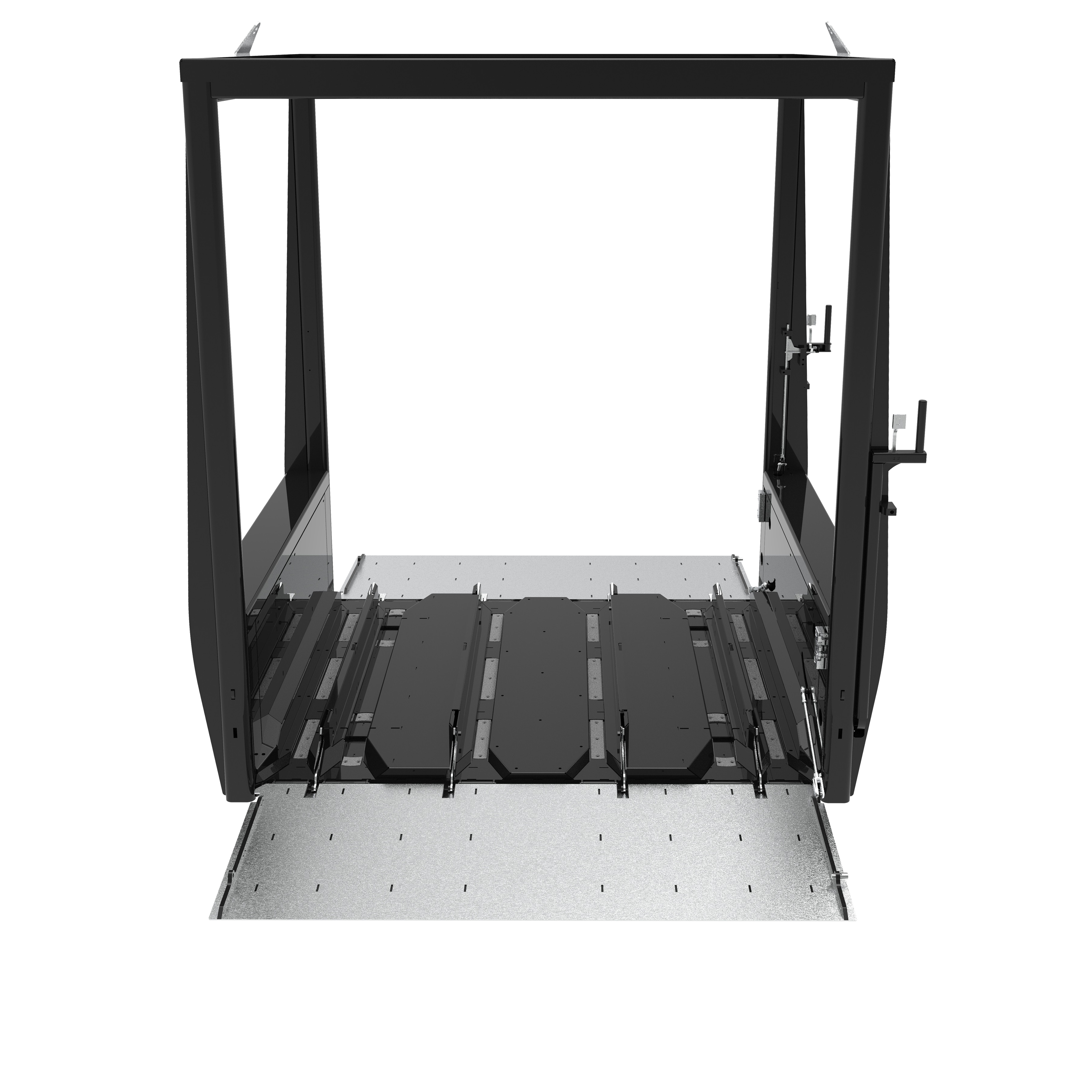
QS-Rahmen (Quick-Safe) zur beidseitigen Be-/Entladung
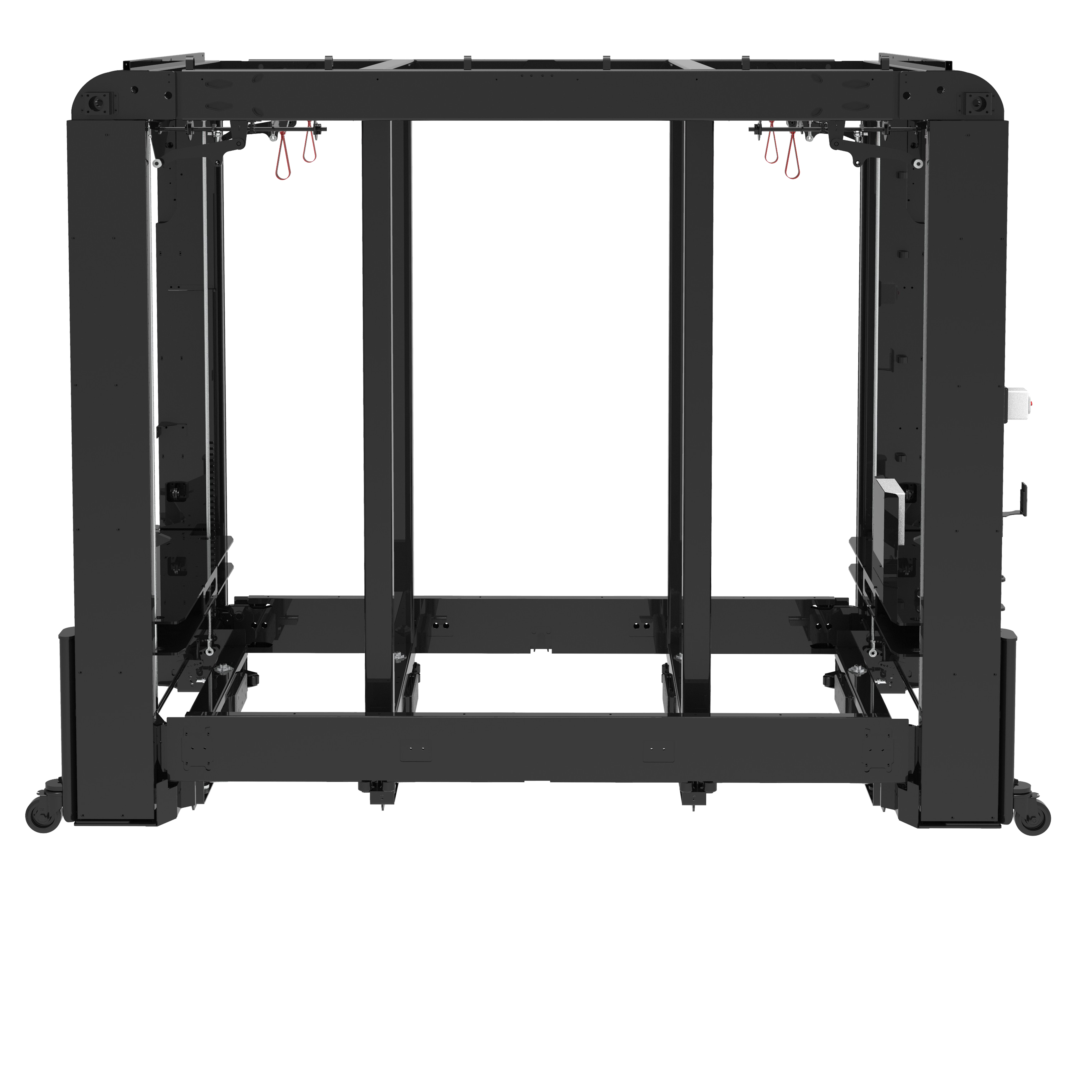
Bügel-Rahmen mit 2 verstellbaren Vertikalstreben

### Ladungsträger
Die Ladungsträger sind sehr individuell und von Einsatz zu Einsatz unterschiedlich. Oft wird das Transportgut auf schiebbaren Palettenfahrgestellen/Trolleys auf die Warenträger bzw. auf den Routenzug geladen. Sind Ladungsträger bereits im Unternehmen vorhanden, werden die Warenträger speziell an die Ladungsträger-Spezifikationen angepasst.

Mögliche Ladungsträger (Rollgestelle) zum Beladen des Routenzuges.
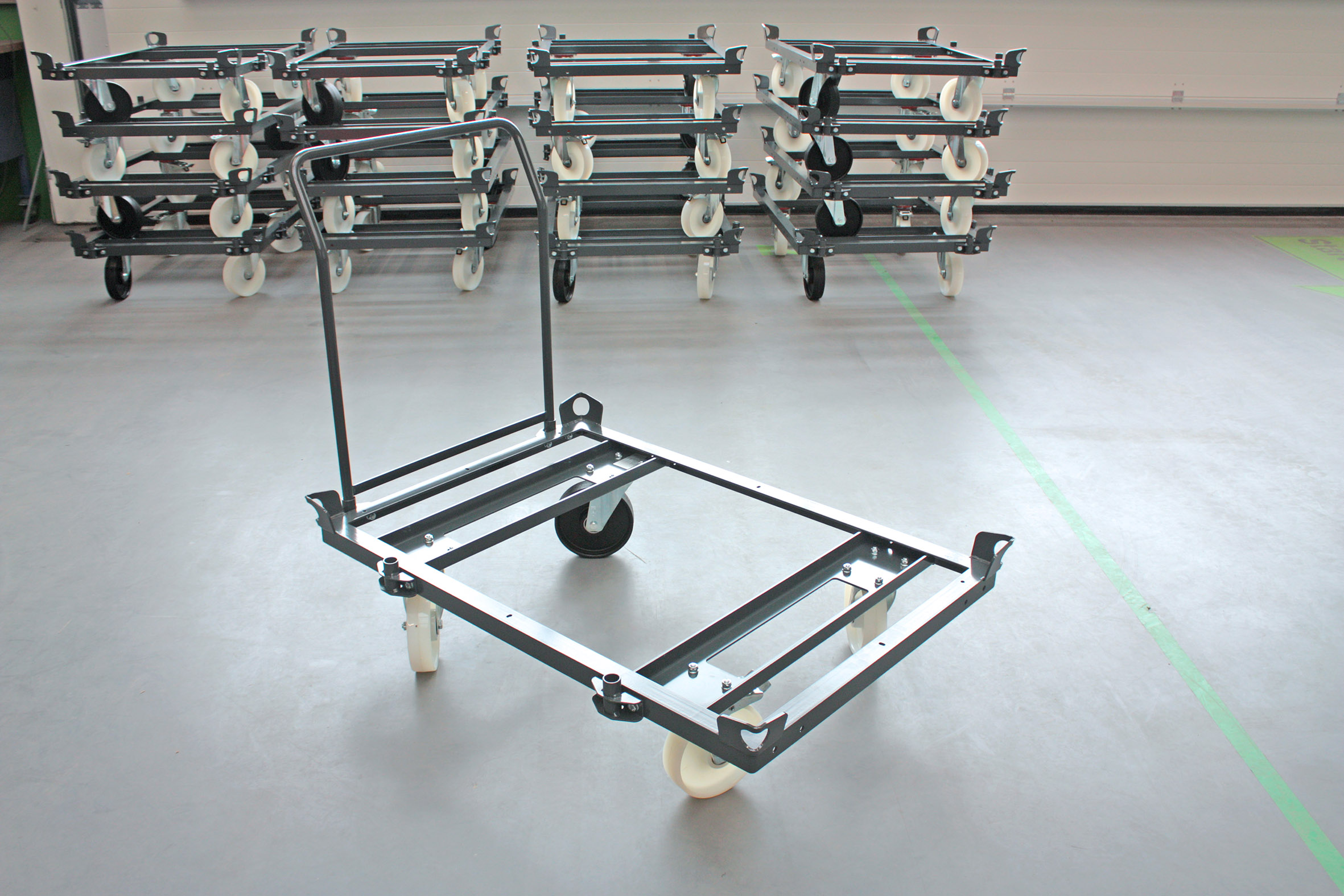
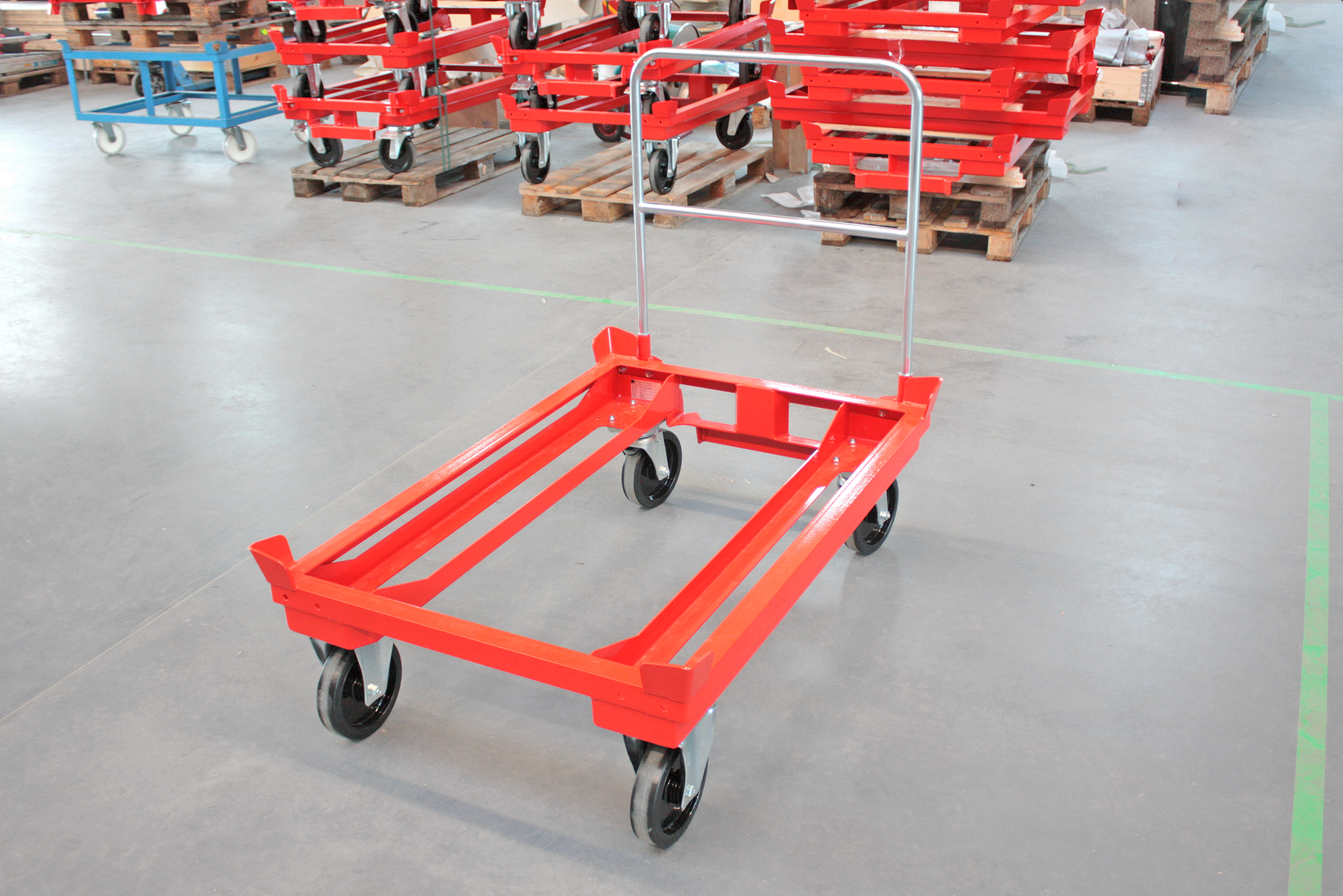

## Automatisierter Routenzug
Routenzüge können auch automatisiert betrieben werden. Entweder können einzelne Prozesse bzw. Funktionen automatisiert werden, oder der komplette Routenzug-Prozess wird automatisiert.

### Automatisiertes Fahren
Für das automatisierte Fahren eines Routenzuges wird das Zugfahrzeug (Schlepper) automatisiert. Hierfür stehen unterschiedliche Möglichkeiten zur Verfügung, die das selbständige Navigieren des Routenzuges ermöglichen.
Das Fahren bzw. das Navigieren kann über folgende Arten erfolgen:
- Geonavigation
- Magnetband
- Magnetpunkte/RFID
- Optisch (z. B. Farbbänder)

Auch eine Misch-Navigation, sprich Hybrid-Navigation, ist möglich. D. h., unterschiedliche Navigations-Arten werden in einer Anwendung kombiniert.

### Teilautomatisiertes Fahren
Es ist auch teilautomatisiertes Fahren möglich, zum Beispiel für eine exakte Positionierung bei automatisierten Ladeprozessen. Der Routenzug positioniert sich selbständig und automatisch für das Be-/Entladen. Hierbei fährt der Routenzug teilautomatisiert: D. h., bis kurz vor der Übergabestation wird der Routenzug manuell durch einen Fahrer gefahren. Beim Anfahren an die Übergabeposition aktiviert der Fahrer dann in der 2-Hand-Bedienung die Automatisierung. Die Lenkung ist somit komplett automatisiert und der Routenzug fährt selbstständig mit einer vorgegebenen Geschwindigkeit an die exakte Übergabeposition an der Senke/Quelle. Der Fahrer kann beim Ladeprozess auf dem Routenzug bleiben und überwacht den Prozess, bis er vollständig abgeschlossen ist. Nach dem abgeschlossenen automatisierten Ladeprozess übernimmt der Fahrer wieder den Routenzug und kann die nächste Station ansteuern.

### Personenschutzanlage bei Automatisierten Routenzügen
Um Routenzüge automatisiert fahren zu lassen, muss die Personensicherheit gewährleistet werden. Hierbei muss der komplette Routenzug permanent und vollumfänglich mit Personenschutzanlagen (PSA) überwacht werden. Vom Schlepper bis zum letzten Anhänger wird der Routenzug sozusagen mit einem „Schutzfeld“ überzogen. Mehrere Safety-Scanner sichern den Routenzug ab, sowohl die Fahrtrichtung als auch die seitlichen Bereiche werden permanent überwacht. Dabei sind die Sicherheits-Scanner im Schlepper und auch in jedem einzelnen Warenträger integriert. Die Sicherheits-Scanner scannen das Umfeld und erzeugen ein Warn- und Schutzfeld rund um den Routenzug. Tritt eine Person in das Routenzug-Umfeld ein, wird das Warnfeld aktiv, der Routenzug reduziert seine Geschwindigkeit. Erreicht die Person dann das Schutzfeld, stoppt der Routenzug unverzüglich.

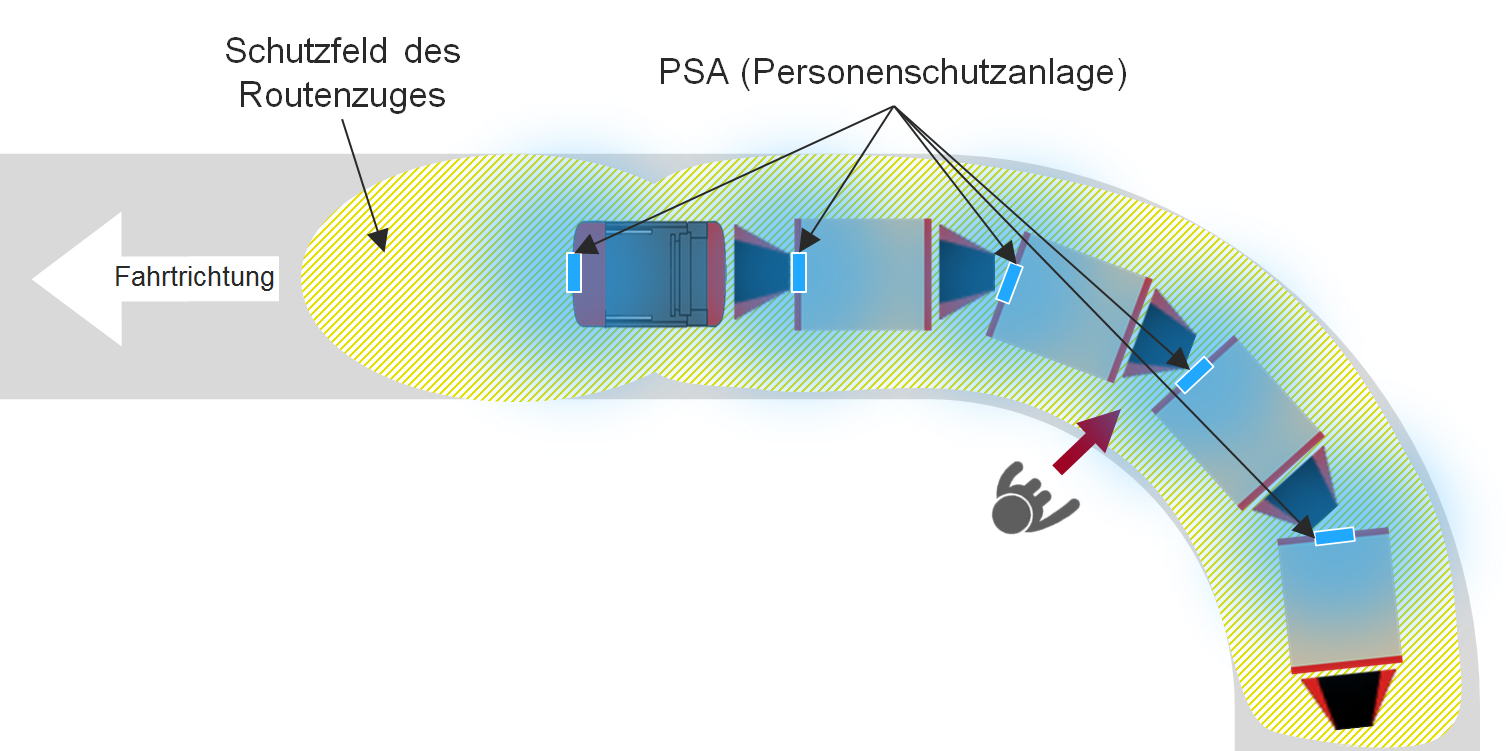
Personenschutzanlage (PSA) bei automatisierten Routenzügen: Komplettüberwachung des gesamten Routenzugumfeldes

### Automatisiertes Fahren im Outdoor-Bereich
Um Routenzüge im Outdoor-Bereich automatisiert fahren zu lassen, werden besondere Sicherheits-Laserscanner notwendig, die speziell für den Außeneinsatz konzipiert sind und auch bei Wettereinflüssen wie Sonne, Regen, Schnee und Nebel sicher arbeiten und so für einen stabilen und vor allem sicheren und zuverlässigen Prozess sorgen.

### Automatisiertes Be-/Entladen
Für den automatisierten Ladeprozess wird die Lastübergabe von der Quelle auf den Routenzug bzw. vom Routenzug an die Senke automatisiert. Wie die automatisierte Lastübergabe erfolgt, ist abhängig von den örtlichen Gegebenheiten und vorhandenen Prozessen beim Kunden.
Folgende grundlegende Möglichkeiten stehen zur Verfügung
- Lastübergabe von/auf angetriebenen Rollenbahnen
- Lastübergabe von/auf nicht angetriebenen Rollenbahnen
- Lastübergabe mit ausfahrbaren Teleskop-Gabeln von auf bodenstehenden Ladungsträgern/Paletten
- Lastübergabe über automatisierten Unterfahr-FTS (Fahrerlose Transport-Systeme)

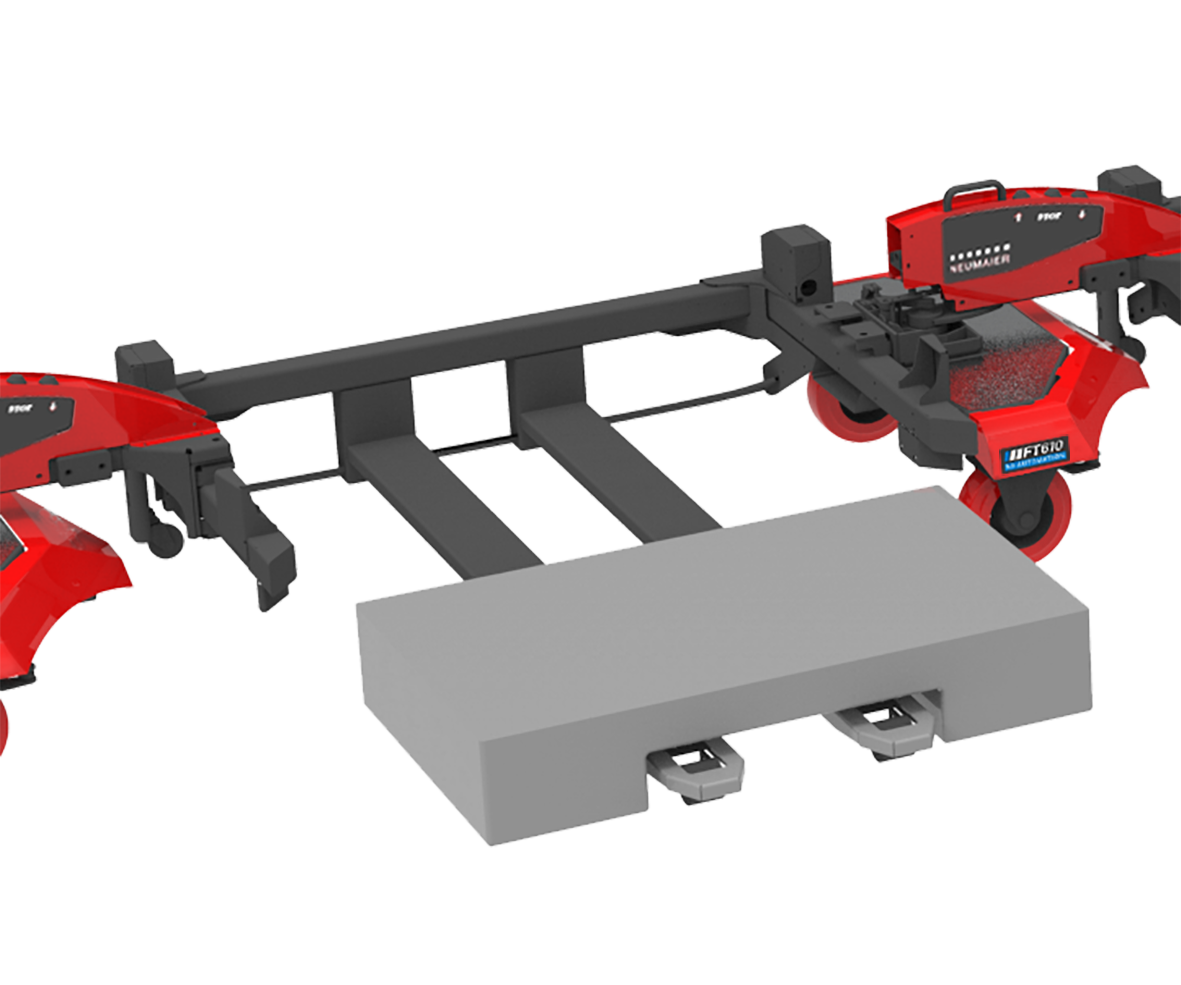
Warenträger mit Teleskop-Gabeln zur automatisierten Aufnahme von gesicherten Ladungsträgern.
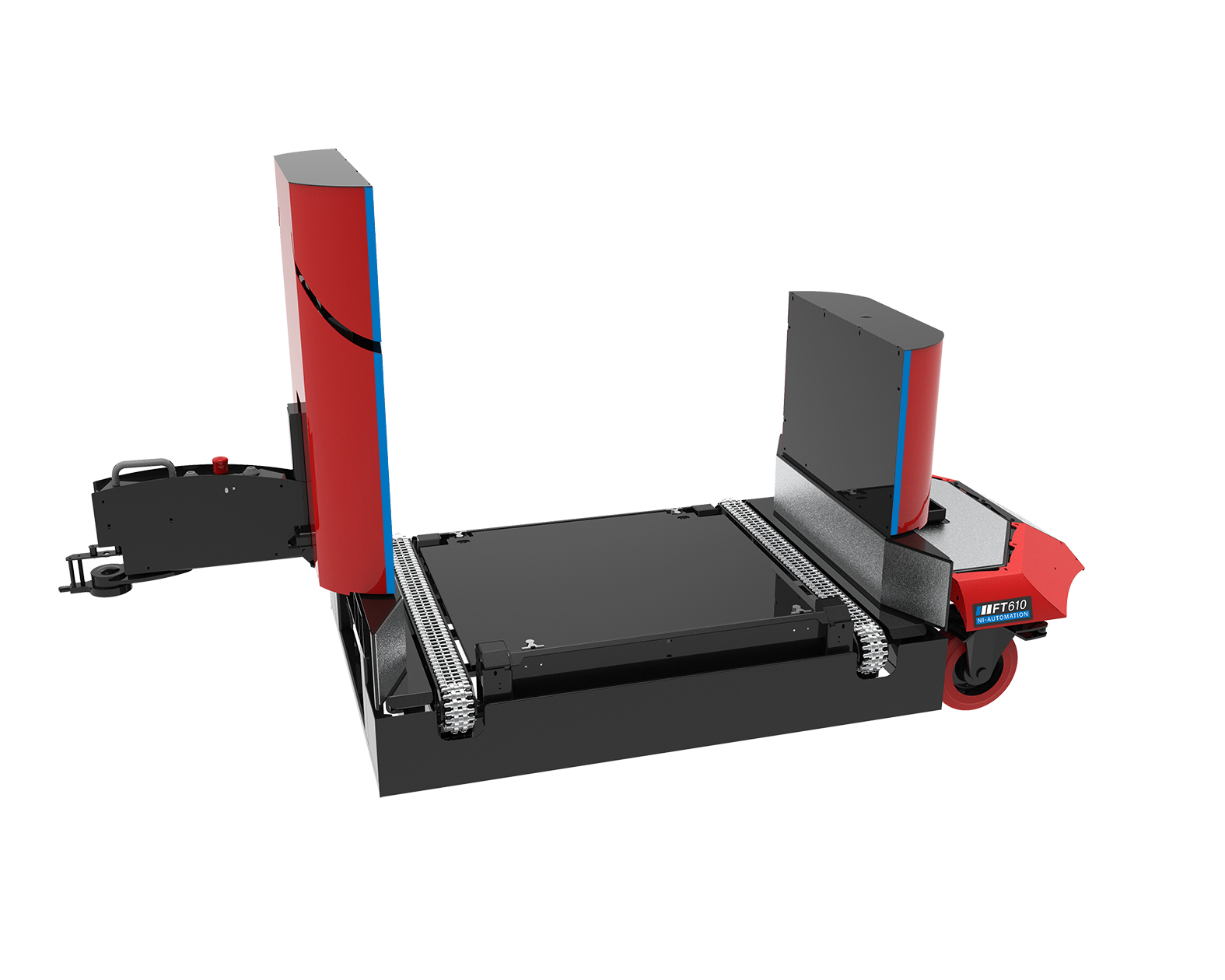
Warenträger mit Förderband-Aufbau zur automatisierten Aufnahme von Ladungsträgern von Rollenbahnen.

## Vorteile
Routenzüge haben beim horizontalen Materialtransport im Vergleich zu anderen Flurförderfahrzeugen erhebliche Vorteile, die sich in wirtschaftliche, ökologische und sicherheitsrelevante Vorteile unterteilen lassen. Routenzüge können viel Material aufnehmen und diese in kürzester Zeit über längere Wegstrecken transportieren und mehrere Senken innerhalb einer Tour anfahren. Im Vergleich zu Gabelstaplern können Routenzüge eine bis zu 3-fach höhere Produktivität erreichen. Es werden weniger Fahrzeuge und Personal benötigt. Der ROI bei Routenzügen ist in kürzester Zeit erreicht. Weniger Fahrzeuge bedeuten gleichzeitig auch weniger Umweltbelastungen. Außerdem werden Routenzüge elektrisch betrieben und verursachen somit keine Abgasemission. Weniger Fahrzeuge heißt aber auch ein geringeres innerbetriebliches Verkehrsaufkommen und somit eine Reduzierung von gefährlichen Situationen bzw. Unfällen. Die Sicherheit für Mensch und Material steigt durch den Einsatz von Routenzügen bei innerbetrieblichen horizontalen Materialtransporten.